# 雅温得第二大学
雅温得第二大学（法語：Université de Yaoundé II）是非洲国家喀麦隆的一所公立大學，本部位于该国首都雅温得，学校在喀麦隆南部的贝尔图阿、埃博洛瓦等城市也设有分校区。

## 历史沿革
雅温得第一大学肇始于1962年由喀麦隆前宗主国法国援助成立的喀麦隆联邦大学，并明确为英、法双语授课的大学，1973年，学校更名为雅温得大学。1993年，喀麦隆高等院校改革后，雅温得大学解体，同年1月29日，根据第93/026号政令，雅温得大学被拆分为雅温得第一大学及雅温得第二大学。

## 组织机构
雅温得第二大学下设5个教学单位，其中有政法学院、经管学院两个二级学院，喀麦隆国际关系学院、教育与人口学学院两个相对独立的学院以及雅温得通信与信息科技高等学校一个独立设置的高等教育学校。其中，雅温得二大的政法学院也在贝尔图阿、埃博洛瓦等大区首府设有分校。
除各系所之外，雅温得二大也与中华人民共和国浙江师范大学于2007年11月9日在喀麦隆汉语培训中心的基础上合作成立了孔子学院；雅温得二大还依托其办学实力帮助该国马鲁阿大学等高等院校建立了自己的汉语教育体系。